# Liste von Basketballvereinen im Südsudan
Diese Liste ist eine Aufstellung von Basketballvereinen im Südsudan.  
| Verein                           | Logo | Ort  | Nationale Meisterschaften | Sportstätte                                | Sonstiges und Webadresse | Belege      |
| -------------------------------- | ---- | ---- | ------------------------- | ------------------------------------------ | ------------------------ | ----------- |
| Citizen                          |      |      |                           |                                            |                          | [ 1 ]       |
| Cobra Sport Club Juba (Cobra SC) |      | Juba |                           | Dr. Bear Sports Complex                    | Mehrspartensportverein   | [ 2 ] [ 3 ] |
| Nile Spartans                    |      |      |                           |                                            |                          |             |
| Fox Basketball Club              |      | Juba |                           | Nimititalata Basketball Stadium (ZS:2.000) |                          |             |

Die Tabelle erhebt keinen Anspruch auf Vollständigkeit.